# سان خاسینتو (بولیوار)
سان خاسینتو (بولیوار) (به اسپانیایی: San Jacinto del Cauca) یک سکونتگاه مسکونی در کلمبیا است که در بخش بولیوار، کلمبیا واقع شده‌است.